# هنر قبطی

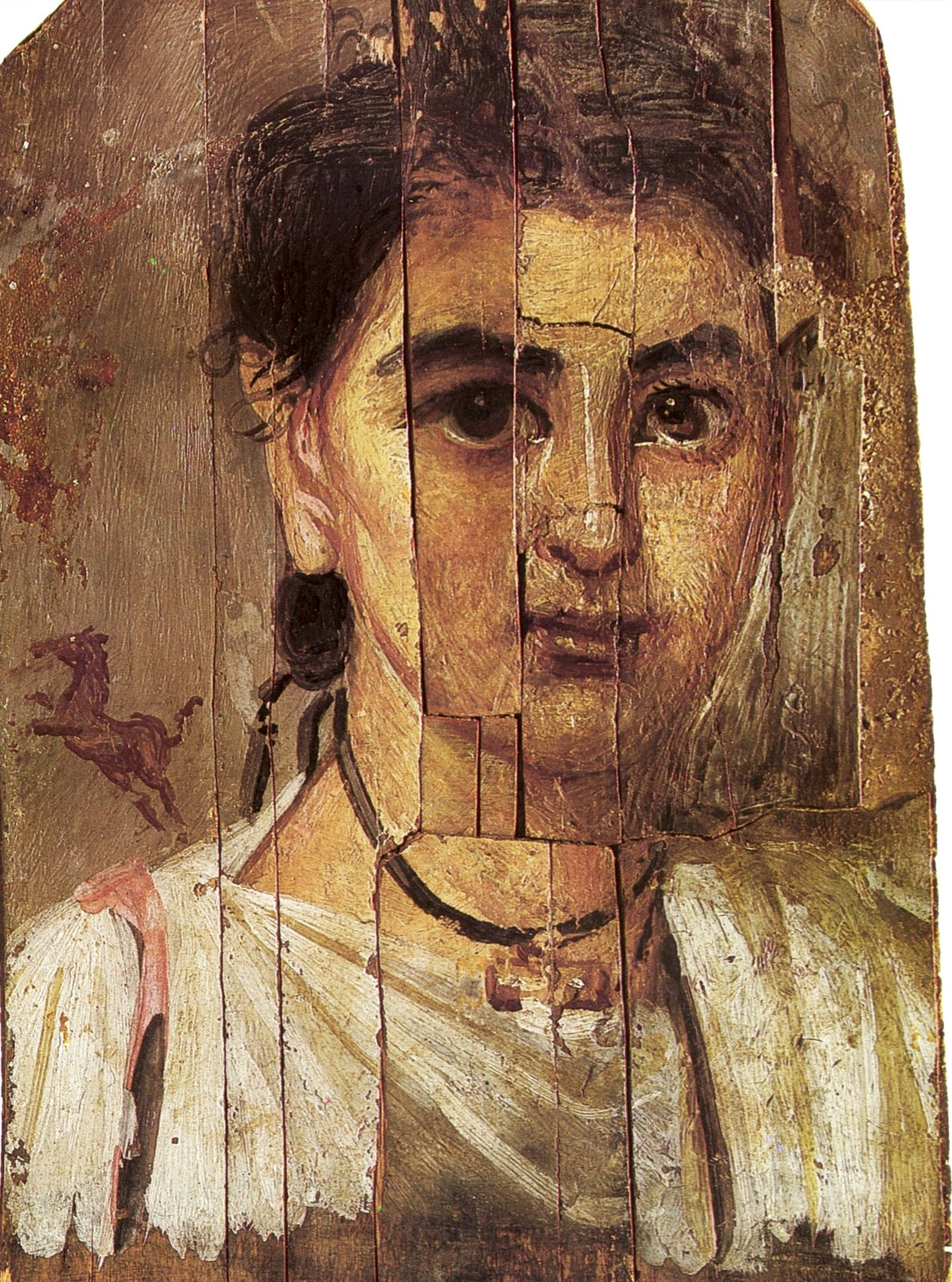
پورتره مومیایی چوبی یک پسربچه در سدهٔ دوم میلادی در ورشو

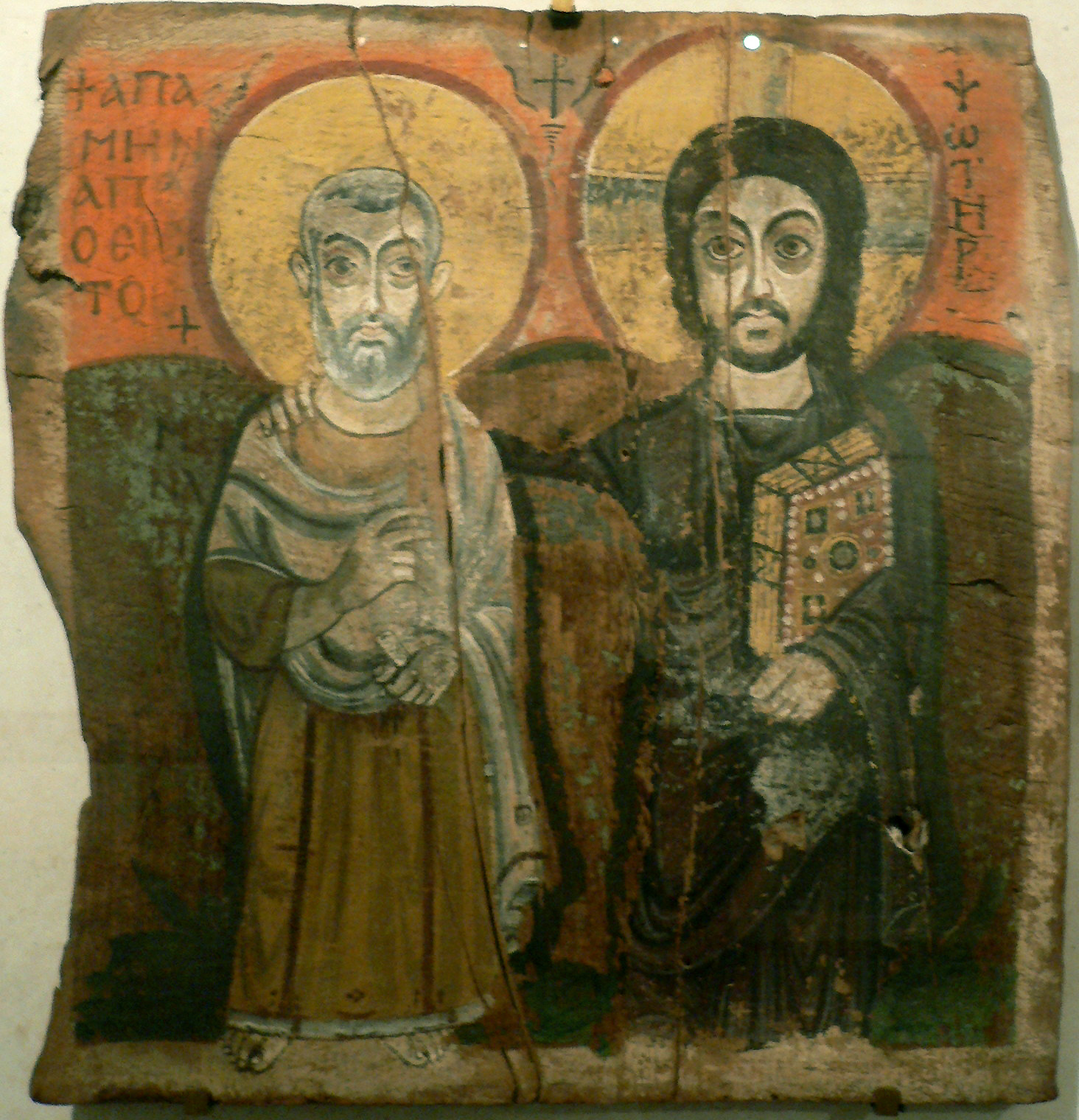
نقاشی مسیح و قدیس میناس در موزه لوور

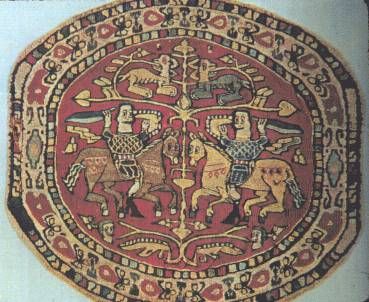
هنر مصری یا سوری قبطی در موزه کوپر یونیون

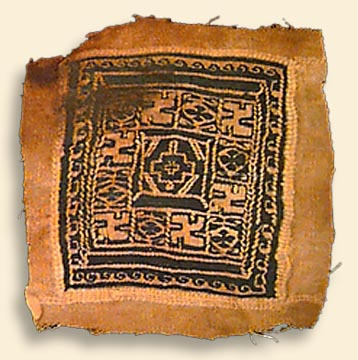
ملیله مربوط به سدهٔ دهم میلادی، مجموعهٔ آکادمی علوم کالیفرنیا

هنر قبطی اصطلاحی است که برای آثار هنری ساخته شده در اوایل دوره مسیحی در مصر یا آثاری که توسط خود مسیحیان قبطی ساخته شده‌است، به‌کار می‌رود. هنر قبطی بیشتر با نقاشی‌های دیواری، منسوجات، نقاشی‌های تذهیب و فلزکاری‌هایی که بیشتر آن‌ها در صومعه‌ها باقی مانده‌اند شناخته شده‌است. هنرهای قبطی اغلب وسایل قابل استفاده‌اند مانند لباس‌های تونیک و سنگ قبر یا آثار هنری مانند پورتره قدیسین. موزه قبطی در بخش قبطی قاهره دارای مهم‌ترین آثار و هنرهای قبطی است.

## ریشه‌ها
هنر قبطی تلفیقی از هنر بومی مصری و هلنیستی است. موضوعات و نمادها از افسانه‌های مصری و یونانی الهام گرفته شده‌اند؛ اما در بعضی موارد تغییر کرده‌اند تا با باورهای مسیحی هم‌خوانی داشته باشند. ایران و سوریه نیز با برجای گذاشتن نمادهایی مانند شیردال و طاووس، تاحدودی بر هنر قبطی تأثیر گذاشته‌اند.

## چهره‌نگاری
تمثال‌های قبطی ریشه در هنر هلنیستیِ مربوط به اواخر دوران مصر باستان دارند. مانند تک‌چهره‌های مومیایی فایوم.
هنر قبطی بعد از تسخیر مصر توسط اعراب بر هنر اسلامی تأثر گذاشت.
در نقاشی‌های قبطی گوش‌ها و چشم‌های قدیس‌های مسیحی بزرگتر از سایر اندام‌ها، و دهان آن‌ها نیز کوچک است که نشان ارتباط معنوی این قدیسین با خدا و نیایش خالصانه آن‌ها است.
اغلب نقاشان قبطی نام خود ثبت نکرده‌اند اما از برجسته‌ترین آن‌ها می‌توان به لوقا (که به‌طور سنتی باور بر این است که او اولین چهره‌نگار قبطی بوده‌است) و دو پاپ قبطی به نام‌های، پاپ مکاریوس اول و پاپ گابریل سوم اشاره کرد.
در اواسط سده هجدهم میلادی هنر قبطی دوباره محبوب شد. یکی از مشهورترین هنرمندان قبطی این دوره یوهانا الآرمانی بود.

## تأثیرات
تأثیرگذاری هنر و معماری قبطی بر معماری اسلامی از سدهٔ هفتم پس از میلاد شروع شد.
چون کلیسای قبطی الکساندریا اولین کلیسای آفریقا بود، هنر قبطی تأثیر زیادی در کشورهایی مانند سودان و اتیوپی گذاشت. تأثیر هنر قبطی را می‌توان در بسیاری در کلیساها در کشور اتیوپی و همین‌طور در یکی از صلیب‌های قبطی که به نام صلیب اتیوپیایی هم شناخته می‌شود، دید.

## منسوجات
تعداد قابل توجهی از منسوجات قبطی به خاطر رسم دفن این منسوجات با مردگان و نیز خشکی مقبره‌های مصریان باقی مانده‌اند. جنس این منسوجات معمولاً از کتان یا پشم است و رنگ‌های مختلفی از جمله قرمز، آبی، زرد، سبز، بنفش، سیاه و قهوه‌ای دارند. این رنگ‌ها از روناس، وسمه، آبجو، زعفران، صدف ارغوانی و شپشک قرمز به دست می‌آمدند.

## نگارخانه
- مجسمه چوبی مریم مربوط به عید بشارت، قرن پنجم میلادی، موزه لوور
- قدیس حنا، قرن هشتم میلادی، موزه ملی ورشو
- نقاشی دیواری تولد عیسی، قرن دهم میلادی، سودان
- نقاشی یک فرشته، قرن هفدهم میلادی، آتن
- نقاشی قدیس مرکیوریوس مربوط به قرن هجدهم میلادی اثر یوهانا الارمنی
- پورتره قبطی مدرن عیسی
- پورتره قبطی مدرن قدیس آنتونی بزرگ
- پورتره قدیس موریس
- به صلیب کشیدن عیسی
- پورتره دو قدیس مسیحی
- بافتنی اثر مریم هرمینا در سال ۱۹۶۰، قدیس کوزمن در سمت چپ و قدیس دیمین سمت راست، موزه رامسس ویسا واسف در شهر جیزه
- کوزه ای از جنس تراکوتا، پیدا شده در صومعه ابو مینا که قدیس مینا را بین دو شتر نشان می‌دهد، قرن ششم میلادی، موزه لوور